# Mesosa obscura
Mesosa obscura är en skalbaggsart som beskrevs av Charles Joseph Gahan 1895. Mesosa obscura ingår i släktet Mesosa och familjen långhorningar.
Artens utbredningsområde är Burma. Inga underarter finns listade i Catalogue of Life.